# أوكالا
أوكالا (بالإنجليزية: Ocala) هي مدينة أمريكية تقع في ولاية فلوريدا. ويبلغ عدد سكانها 53491 نسمة حسب إحصاء سنة 2010 م 53491.

## توأمة
لأوكالا اتفاقيات توأمة مع:
- بيزا

## أعلام
- ريد دوسن
- جيريمي مكينون
- ميل تيليس
- تومي ريس
- سانتانا غاريت
- شامب سامرز
- ألبرت جاي دونلاب
- إدي جونسون
- اليزابيث اشلي
- بادي ماكاي